# Caconemobius
Caconemobius is een geslacht van rechtvleugeligen uit de familie krekels (Gryllidae). De wetenschappelijke naam van dit geslacht is voor het eerst geldig gepubliceerd in 1906 door Kirby.

## Soorten
Het geslacht Caconemobius omvat de volgende soorten:
- Caconemobius akusekiensis Oshiro, 1990
- Caconemobius albus Otte, 1994
- Caconemobius anahulu Otte, 1994
- Caconemobius daitoensis Oshiro, 1986
- Caconemobius fori Gurney & Rentz, 1978
- Caconemobius howarthi Gurney & Rentz, 1978
- Caconemobius nihoensis Otte, 1994
- Caconemobius paralbus Otte, 1994
- Caconemobius sandwichensis Otte, 1994
- Caconemobius sazanami Furukawa, 1970
- Caconemobius schauinslandi Alfken, 1901
- Caconemobius takarai Oshiro, 1990
- Caconemobius uuku Otte, 1994
- Caconemobius varius Gurney & Rentz, 1978